# Liste der denkmalgeschützten Objekte in Perg
Die Liste der denkmalgeschützten Objekte in Perg enthält die 20 denkmalgeschützten, unbeweglichen Objekte in Perg.
Detaillierte Beschreibungen einzelner dieser Objekte befinden sich auf den Hauptseiten:
- Bauwerke in Perg
- Schulen der Stadt Perg

## Denkmäler
| Foto |                 | Denkmal                                                                               | Standort                                        | Beschreibung | Metadaten |
| ---- | --------------- | ------------------------------------------------------------------------------------- | ----------------------------------------------- | --- | --- |
| ja   | Datei hochladen | Kalvarienberg/Kreuzweg HERIS-ID: 22987 Objekt-ID: 19334                               | Friedhofstraße 4, in der Nähe Standort KG: Perg | Der Kupferschmied und Bürger des Marktes Perg, Franz Paur, Großvater des späteren Perger Bürgermeisters Johann Paur, ließ 1837 dreizehn Kreuzwegstationen aus Granit entlang des Weges von der Leichenhalle zur Kalvarienbergkirche aufstellen. Diese Kreuzwegstationen wurden 1977 gründlich restauriert und erhielten in Kupfer getriebene Kreuzwegbilder von der Steyrer Künstlerin Eva Biesenberger. | BDA-Hist.: Q63986300 Status: § 2a Stand der BDA-Liste: 2025-06-30 Name: Kalvarienberg/Kreuzweg GstNr.: 177/1, 189/3 Kreuzweg auf den Perger Kalvarienberg                                                             |
| ja   | Datei hochladen | Kalvarienbergkapelle HERIS-ID: 26394 Objekt-ID: 22866                                 | Friedhofstraße Standort KG: Perg                | Die Perger Kalvarienbergkirche gilt als weithin sichtbares Wahrzeichen von Perg. Sie befindet sich nur knapp einen Kilometer vom Hauptplatz entfernt auf einer Anhöhe (ungefähr 290 m ü. A.) im Norden der Stadt und teilt den Perger Friedhof in zwei Teile. | BDA-Hist.: Q2070739 Status: § 2a Stand der BDA-Liste: 2025-06-30 Name: Kalvarienbergkapelle GstNr.: .149 Calvary Church in Perg                                                                                       |
| ja   | Datei hochladen | Hl. Grabkapelle HERIS-ID: 26395 Objekt-ID: 22867                                      | Friedhofstraße Standort KG: Perg                | Die Kapelle auf dem Areal des Perger Friedhofs steht in der Nähe der Kalvarienbergkirche und enthält das Bild einer Schwarzen Madonna. Sie wurde Ende des 20. Jahrhunderts restauriert. | BDA-Hist.: Q37901623 Status: § 2a Stand der BDA-Liste: 2025-06-30 Name: Hl.-Grab(kapelle) GstNr.: 188/1, 187/5 Grabkapelle Perg                                                                                       |
| ja   | Datei hochladen | Rathaus/Gemeindeamt HERIS-ID: 6034 Objekt-ID: 1909                                    | Hauptplatz 4 Standort KG: Perg                  | Die Marktkanzlei wurde 1736 am Perger Hauptplatz gebaut und 1876 nach einem weiteren Ortsbrand als Rathaus im klassizistischen Stil wieder errichtet. Architekt und Baumeister sind unbekannt. Eine bauliche Annäherung an die Wiener Ringstraßenbauten ist zu erkennen. | BDA-Hist.: Q37872365 Status: § 2a Stand der BDA-Liste: 2025-06-30 Name: Rathaus/Gemeindeamt GstNr.: .133 City hall in Perg                                                                                            |
| ja   | Datei hochladen | Pranger HERIS-ID: 6027 Objekt-ID: 1902                                                | gegenüber Hauptplatz 8 Standort KG: Perg        | Der Pranger auf dem Perger Hauptplatz stammt aus dem Jahr 1583. Es handelt sich um eine Vierkantsäule aus Granit die mit einigen volkstümlichen Ornamenten versehen ist. Der Pranger wurde vermutlich 1789 vom Marktplatz entfernt und lag mehr als 100 Jahre unbeachtet in einem Stadel. 1900 wurde er gefunden und hinter dem alten Amtsgebäude (heute Fadingerstraße) aufgestellt. Seit 1933 steht er wieder auf dem Hauptplatz. 1965 wurde er sachkundig ergänzt, sodass er jetzt weitgehend seine alte Gestalt wieder hat. | BDA-Hist.: Q37871697 Status: § 2a Stand der BDA-Liste: 2025-06-30 Name: Pranger GstNr.: 2196/1 Pranger, Perg |
| ja   | Datei hochladen | Brunnen, Karbrunnen HERIS-ID: 6028 Objekt-ID: 1903                                    | gegenüber Hauptplatz 10 Standort KG: Perg       | Der Karbrunnen in der nordöstlichen Ecke des Hauptplatzes stammt aus dem 17. Jahrhundert. Er ist achteckig mit vier Wasserspeiern und einfachem Pyramidenaufsatz. | BDA-Hist.: Q37871798 Status: § 2a Stand der BDA-Liste: 2025-06-30 Name: Brunnen GstNr.: 2196/1 Korbbrunnen in Perg |
| ja   | Datei hochladen | Figur hl. Johannes Nepomuk HERIS-ID: 5227 Objekt-ID: 1089                             | gegenüber Hauptplatz 20 Standort KG: Perg       | Die 200 Jahre alte Nepomuk-Statue steht seit 1973 an der Südseite der Pfarrkirche. | BDA-Hist.: Q37762985 Status: § 2a Stand der BDA-Liste: 2025-06-30 Name: Figur hl. Johannes Nepomuk GstNr.: 2196/2 Nepomukstatue auf dem Hauptplatz von Perg                                                           |
| ja   | Datei hochladen | Bildstock, Pestsäule HERIS-ID: 6029 Objekt-ID: 1904                                   | gegenüber Hauptplatz 20 Standort KG: Perg       | Die Perger Pestsäule aus Granit gehört dem Blocksäulentypus und stammt aus 1681. Sie stand ursprünglich in der Nähe des heutigen Perger Bahnhofs, befindet sich seit 1968 an der Nordseite der Stadtpfarrkirche Perg und wurde 1990 von Josef Primetshofer aus Steyr renoviert. | BDA-Hist.: Q37871904 Status: § 2a Stand der BDA-Liste: 2025-06-30 Name: Bildstock, Pestsäule GstNr.: 2196/2 Plague column in Perg Hauptplatz                                                                          |
| ja   | Datei hochladen | Haus Hofer HERIS-ID: 6030 Objekt-ID: 1905                                             | Hauptplatz 21 Standort KG: Perg                 | Bürgerhaus aus dem 18. Jahrhundert mit klassizistischer Fassade und geschweiftem Giebel. | BDA-Hist.: Q37871986 Status: Bescheid Stand der BDA-Liste: 2025-06-30 Name: Haus Hofer GstNr.: .7 |
| ja   | Datei hochladen | Kath. Pfarrkirche hl. Apostel Jakobus der Ältere HERIS-ID: 26396 Objekt-ID: 22868     | Hauptplatz Standort KG: Perg                    | Die Stadtpfarrkirche Perg ist eine dreischiffige, gotische Hallenkirche, steht als einziges Gebäude auf dem verhältnismäßig großen Hauptplatz und ist dem hl. Jakob geweiht. 1416 wurde an Stelle einer nicht mehr nachweisbaren Holzkirche eine Jakobskapelle aus Stein errichtet, die um 1500 beziehungsweise 1528 zur Jakobskirche ausgebaut wurde und seit 15. Oktober 1542 pfarrliche Rechte besitzt. Die Perger Stadtpfarrkirche wurde zuletzt 1972/73 innen und 1987 außen gründlich renoviert. | BDA-Hist.: Q1304359 Status: § 2a Stand der BDA-Liste: 2025-06-30 Name: Kath. Pfarrkirche hl. Apostel Jakobus der Ältere GstNr.: .8 Stadtpfarrkirche Perg                                                              |
| ja   | Datei hochladen | Wohnhaus, ehem. Seifensiederhaus HERIS-ID: 6026 Objekt-ID: 1901                       | Herrenstraße 1 Standort KG: Perg                | Das Seifensiederhaus wurde im Jahr 1563 erbaut, und von 1671 bis 1879 als Seifensiederei verwendet. Die barocke Fassade mit Stuckverzierungen und Fensterkörben stammt aus dem Jahr 1720. Das Seifensiederhaus wurde im Jahr 2000 generalsaniert. | BDA-Hist.: Q37871577 Status: Bescheid Stand der BDA-Liste: 2025-06-30 Name: Wohnhaus, ehem. Seifensiederhaus GstNr.: .101 Seifensiederhaus in Perg                                                                    |
| ja   | Datei hochladen | Hauptschule 1 HERIS-ID: 5241 Objekt-ID: 1103                                          | Linzerstraße 18 Standort KG: Perg               | 1929 konnte die 4-jährige Hauptschule das von Architekt Mauriz Balzarek entworfene und von den Baumeistern Wögerbauer und Simader errichtete Gebäude in der Linzer Straße beziehen. Neben dem Hauptschulbetrieb wurde an zwei Tagen auch eine Fortbildungsschule für Lehrlinge in den neuen Räumlichkeiten untergebracht. 1975 wurde das Gebäude der seit 1973 so bezeichneten Hauptschule 1 unter Hauptschuldirektor Viktor Topitz gründlich saniert, wobei allerdings auf die Beibehaltung der Stilmerkmale des 1929 errichteten Gebäudes weitgehend verzichtet wurde. | BDA-Hist.: Q37765614 Status: § 2a Stand der BDA-Liste: 2025-06-30 Name: Schule GstNr.: .399 |
| ja   | Datei hochladen | Schule HERIS-ID: 5240 Objekt-ID: 1102                                                 | Linzerstraße 20 Standort KG: Perg               | Der Gemeindeausschuss entschloss sich daher gegen Ende des 19. Jahrhunderts, ein neues Schulhaus in der Linzer Straße zu bauen. Der Plan stammte von Architekt Raimund Jeblinger, Linz. Das Volksschulgebäude konnte im Herbst 1893 seiner Bestimmung übergeben werden und enthielt sechs Klassenräume, einen Turnsaal und drei Wohnungen für Lehrerfamilien. Die Klassenräume waren jeweils 10 Meter lang, 7 Meter breit und 3½ Meter hoch. Zur damaligen Zeit galt die neue Volksschule als schönste im Bezirk und erhielt auch einen Kinderspiel- und Turnplatz sowie einen mit einem gediegenen Eisengitter abgeschlossenen prächtigen Park. Das gesamte Areal war 80 Ar und 92 Quadratmeter groß. Dieses Gebäude diente in Perg 75 Jahre, bis 1968, als Volksschule und ist nach einer gründlichen Sanierung als Nebengebäude der Hauptschule 1 weiterhin für Unterrichtszwecke in Verwendung. Dazwischen diente es auch zeitweilig der Musikschule, der Berufsschule und den meisten Perger höheren Schulen in ihrer Anfangsphase. | BDA-Hist.: Q37765498 Status: § 2a Stand der BDA-Liste: 2025-06-30 Name: Schule GstNr.: .147 |
| ja   | Datei hochladen | Mühlsteinbruch Scherer, Steinbrecherhaus, Erdstall HERIS-ID: 110888 Objekt-ID: 128648 | Mühlsteinstraße 43 Standort KG: Perg            | 1391 werden erstmals die Perger Stainprecher erwähnt. 1582 bestätigt Kaiser Rudolf II. die Handwerksordnung der Perger Mühlsteinbrecher. Die Zunft der Mühlsteinbrecher bestand bis 1859. Nach dem Ersten Weltkrieg starb der Beruf des Mühlsteinbrechers nach und nach aus. Die heutige Freilichtanlage, der Mühlsteinbruch Scherer, der letzte Rest des großen Steinbruchs, wurde 1988 wieder zugängig gemacht und gehört heute zu den Außenanlagen des Perger Stadtmuseums, die auf Anfrage besichtigt werden können. Der Erdstall Ratgöbluckn befindet sich in dem 1881 vom Verschönerungsverein als Spazierweg angelegten, nach der Gemahlin Erzherzog Rudolfs, Prinzessin Stephanie von Belgien, benannten Stephaniehain. Beim Erdstall Ratgöbluckn handelt es sich um ein in Sandstein und Flins gehauenes, unterirdisches, stark verzweigtes Gänge- und Kammernsystem, das wie viele andere, um ungefähr 1000 nach Christus als Zufluchts- und Versteckmöglichkeit angelegt wurde. Das Gangnetz besteht aus 8 Kammern sowie 2 Sitz- und 19 Lichtnischen und hat eine Gesamtlänge von 106 Metern. Auf dem Gelände des ehemaligen Mühlsteinbruchs Scherer ist ein Steinbrecherhaus erhalten geblieben, das einst einer Steinbrecherfamilie als Wohnung gedient hat. Es wurde 1802 errichtet. Mit seinen niedrigen Zimmern, kleinen Fenstern und der in einem gewölbten Raum untergebrachten, gut erhaltenen Rauchkuchl können die Lebensbedingungen einfacher Menschen dieser Zeit nachempfunden werden. Das Haus wurde 2007 vom Verein „Steinbrecherhaus“ für Museumszwecke eingerichtet. | BDA-Hist.: Q63884942 Status: Bescheid Stand der BDA-Liste: 2025-06-30 Name: Mühlsteinbruch Scherer, Steinbrecherhaus, Erdstall GstNr.: .183, 18/21, 122/1 Ensemble Mühlsteinbruch Scherer, Steinbrecherhaus, Erdstall |
| ja   | Datei hochladen | Schloss Auhof (Neues Schloss) HERIS-ID: 26407 Objekt-ID: 22880                        | Auhof 1 Standort KG: Pergkirchen                | Schloss Auhof ist ein in Privatbesitz befindlicher und nach wie vor bewohnter Sitz in der Ortschaft Auhof in der Stadtgemeinde Perg, der im 13. Jahrhundert erstmals erwähnt wurde, wurde lange Zeit Bernhardhof genannt und gehörte von 1667 bis 1782 dem Kloster Baumgartenberg. Seit 1931 gehört das Schloss Auhof der Familie Löw-Baselli. | BDA-Hist.: Q64764997 Status: Bescheid Stand der BDA-Liste: 2025-06-30 Name: Schloss Auhof (Neues Schloss) GstNr.: .87/1 Schloss Auhof (Perg)                                                                          |
| ja   | Datei hochladen | Gartenanlage HERIS-ID: 64753 Objekt-ID: 77500                                         | Auhof 1 Standort KG: Pergkirchen                | Garten und Landschaftspark von Gartenanlage von Schloss Auhof werden von einer langen Mauer umschlossen. An ihrer Nordwestseite steht noch ein Rundtürmchen aus dem 16. Jahrhundert mit Kegeldach und Schießscharten. | BDA-Hist.: Q64764998 Status: Bescheid Stand der BDA-Liste: 2025-06-30 Name: Gartenanlage GstNr.: 1146 Schloss Auhof (Perg) - garden                                                                                   |
| ja   | Datei hochladen | Gruftkapelle HERIS-ID: 26401 Objekt-ID: 22873                                         | bei Auhof 1 Standort KG: Pergkirchen            | Im großen Park liegt die vom Linzer Baumeister Otto Schirmer 1884/86 für Friderike Pfisterer errichtete neugotische Gruftkapelle. Sie ist kreuzrippengewölbt und zeigt an ihrer Rückwand ein großes Glasfenster mit einer Kreuzigungsgruppe und dem Wappen Pfisterer-Mayrau von 1885. | BDA-Hist.: Q64764995 Status: Bescheid Stand der BDA-Liste: 2025-06-30 Name: Gruftkapelle GstNr.: .177 Schloss Auhof (Perg) - burial vault                                                                             |
| ja   | Datei hochladen | Meierhof (Altes Schloss) HERIS-ID: 26404 Objekt-ID: 22876                             | Auhof 15 Standort KG: Pergkirchen               | Das alte Schloss Auhof wurde später als Meierhof verwendet und verfügt über einen Troadkasten. | BDA-Hist.: Q64764996 Status: Bescheid Stand der BDA-Liste: 2025-06-30 Name: Meierhof (Altes Schloss) GstNr.: .86, .87/2 Schloss Auhof (Perg) - Meierhof                                                               |
| ja   | Datei hochladen | Kirchhofanlage Pergkirchen HERIS-ID: 113072seit 2021                                  | Pergkirchen 1 Standort KG: Pergkirchen          | Die Anlage umfasst die Pfarrkirche mit dem umgebenden Kirchhof sowie das Pfarrhaus (näheres siehe unter ehemalige Denkmäler) | BDA-Hist.: Q107636992 Status: Bescheid Stand der BDA-Liste: 2025-06-30 Name: Kirchhofanlage Pergkirchen GstNr.: .43, .44, 545 Pfarrkirche Pergkirchen                                                                 |
| ja   | Datei hochladen | Bildstock, Pestsäule HERIS-ID: 26399 Objekt-ID: 22871                                 | Dörfl Standort KG: Pergkirchen                  | Die Pestsäule stammt aus dem Jahr 1684, wurde Ende des 20. Jahrhunderts restauriert und steht in Dörfl bei Pergkirchen. | BDA-Hist.: Q37901661 Status: § 2a Stand der BDA-Liste: 2025-06-30 Name: Bildstock, Pestsäule GstNr.: 1814 Plague column in Dörfl (Perg)                                                                               |

## Ehemalige Denkmäler
| Foto |                 | Denkmal                                                                      | Standort                               | Beschreibung | Metadaten |
| ---- | --------------- | ---------------------------------------------------------------------------- | -------------------------------------- | --- | --- |
| ja   | Datei hochladen | Kindergarten Objekt-ID: 59329bis 2018                                        | Friedhofstraße 1 Standort KG: Perg     | Die von der Marktgemeinde Perg nach Plänen des Linzer Architekten Raimund Jeblinger errichtete Kleinkinderbewahranstalt in der Friedhofstraße 1 wurde im Sommer 1892 eröffnet. Mit der Leitung der Anstalt wurden Kreuzschwestern betraut. Im Gebäude war neben der Kinderbewahranstalt bis 1962 auch eine Privatarbeitsschule untergebracht. Für die Schwestern besteht eine Hauskapelle, in der regelmäßig gebetet wird. 1970 bis 1972 wurde unter Mitwirkung zahlreicher freiwilliger Helfer, allen voran Baumeister Josef Kroiss und Julius Leister, ein Zubau zum Kindergartengebäude in der Friedhofstraße errichtet, da zu dieser Zeit bereits 126 Kinder den Kindergarten besuchten. 1993 wurde das Gebäude neuerlich erweitert. | BDA-Hist.: Q38051598 Status: § 2a Stand der BDA-Liste: 2018-01-22 Name: Kindergarten GstNr.: .293                                                   |
| ja   | Datei hochladen | Pfarrhof HERIS-ID: 26398 Objekt-ID: 22870bis 2020                            | Pergkirchen 1 Standort KG: Pergkirchen | Der Pfarrhof von Pergkirchen befindet sich direkt neben der Pfarrkirche Pergkirchen und war Teil einer von den Herren von Perg im 11. Jahrhundert errichteten Burgkirchenanlage. Anmerkung: Kein Abgang, sondern andere Fassung des Schutzobjekts, siehe oben (Kirchhofanlage Pergkirchen) | BDA-Hist.: Q37901647 Status: § 2a Stand der BDA-Liste: 2020-02-29 Name: Pfarrhof GstNr.: .43                                                        |
| ja   | Datei hochladen | Pfarrkirche hl. Martin und Friedhof HERIS-ID: 26397 Objekt-ID: 22869bis 2020 | Pergkirchen 1 Standort KG: Pergkirchen | Die Pfarrkirche ist dem hl. Martin von Tours geweiht und ist auf drei Seiten vom Friedhof umgeben. 10887 wurde die Eigenkirche der Herren von Perg von Bischof Altmann eine geweiht. Die Kirche war als Teil einer Burgkirchenanlage ursprünglich aus Holz errichtet worden und gehörte zur Pfarre Naarn, bis sie 1142 eigene Pfarrrechte erhielt. Anmerkung: Kein Abgang, sondern andere Fassung des Schutzobjekts, siehe oben (Kirchhofanlage Pergkirchen) | BDA-Hist.: Q2082882 Status: § 2a Stand der BDA-Liste: 2020-02-29 Name: Pfarrkirche hl. Martin und Friedhof GstNr.: .44, 545 Pfarrkirche Pergkirchen |